# 1882 a jogalkotásban
1882-ben az alábbi jogszabályokat alkották meg:

## Magyarország

### Törvények
- 1882. évi I. törvénycikk A magyar korona országaira eső hadjutaléknak az 1880. évi népszámlálás alapján való megállapitásáról, illetőleg az 1873-ik évi XXXVII. törvénycikk módositásáról
- 1882. évi II. törvénycikk Az 1882. évben kiállitandó ujoncz- és póttartaléki jutalékok megajánlása tárgyában
- 1882. évi III. törvénycikk Némely pénzügyi vámhoz ideiglenesen beszedendő pótlékokról
- 1882. évi IV. törvénycikk Az 1882. évi állami költségvetésről
- 1882. évi V. törvénycikk A Szeged szabad királyi város törvényhatóságába kiküldött királyi biztos kinevezéséről és hatásköréről szóló 1879. évi XX. törvénycikk érvényének meghosszabbitásáról
- 1882. évi VI. törvénycikk Az ország déli részeiben jelentkező inség elháritására szükséges intézkedésekről
- 1882. évi VII. törvénycikk A Tisza és mellékfolyói mentében alakult vizszabályozó és ármentesitő társulatok és Szeged szabad királyi város részére kötendő állami kölcsönről szóló 1880. évi XX. törvénycikk némely rendelkezéseinek módositásáról
- 1882. évi VIII. törvénycikk Az 1871. évi XLII. törvénycikk 9. §-ának magyarázatáról.
- 1882. évi IX. törvénycikk Az 1881. évi közösügyi költségek fedezése czéljából a magyar korona országai által pótlólag fizetendő összegről
- 1882. évi X. törvénycikk A magyar királyi csendőrség által, a törvényhatósági joggal felruházott városok kül- és belterületein való teljesitendőkről
- 1882. évi XI. törvénycikk A mozgósitás esetében behivott állandóan szabadságoltak, tartalékosok, póttartalékosok, honvédek és egyéb jogosultak gyámol nélküli családjainak az 1880. évi XXVII. tc. 5. §-a alapján nyujtandó segélyezés módozatáról
- 1882. évi XII. törvénycikk A Szeged szabad kir. város területén eszközlendő kisajátitásokról szóló 1879. évi XIX. tc. érvényének meghosszabbitásáról.
- 1882. évi XIII. törvénycikk A Fiume és a nyugot-európai kikötők közt fentartandó rendes gőzhajózási összeköttetésről
- 1882. évi XIV. törvénycikk Az 1879. évi közösügyi zárszámadásra alapitott leszámolás szerint Magyarország terhére mutatkozó tartozás fedezéséről.
- 1882. évi XV. törvénycikk A phylloxera vastatrix rovar ellen követendő rendszabályok ügyében Bernben 1881. évi november 3-án kötött nemzetközi egyezmény beczikkelyezéséről.
- 1882. évi XVI. törvénycikk Az osztrák-magyar vámterület általános vámtarifájáról
- 1882. évi XVII. törvénycikk Az 1881. évre megállapitott határvám feleslegnek elmaradása folytán a magyar korona országaira eső kiadás fedezéséről
- 1882. évi XVIII. törvénycikk Az ásványolajvám felemeléséről és az ásványolajadóról
- 1882. évi XIX. törvénycikk A madridi egyezmény beczikkelyezéséről
- 1882. évi XX. törvénycikk A közigazgatási bizottságról szóló 1876. évi VI. törvénycikk némely szakaszainak módositásáról
- 1882. évi XXI. törvénycikk A szegedi tiszai állandó hid feljáróinak kiépitésére megkivántató költségről
- 1882. évi XXII. törvénycikk Az 1882. évi 21. 700,000 forintnyi rendkivüli hadi költségekből a magyar korona országaira eső rész fedezéséről
- 1882. évi XXIII. törvénycikk A gyulafehérvári káptalani és kolozsmonostori conventi erdélyi országos levéltáraknak, a magyar országos levéltárral egyesitéséről
- 1882. évi XXIV. törvénycikk A megszállott tartományokban és Dalmátia déli részeiben felmerült zavarok következtében elhalt hadseregbeli (hadtengerészeti) és honvédségi egyének segélyre szorult özvegyeinek és árváinak ideiglenes segélyezéséről
- 1882. évi XXV. törvénycikk A császári és királyi közös hadsereg katonai nevelő- és tisztképző-intézeteinél magyar korona országokbeli ifjak részére adományozandó 120 alapitványi helynek felállitása tárgyában
- 1882. évi XXVI. törvénycikk A Temes-Béga völgyi vizszabályozási társulat ügyeinek állami kezeléséről és a Tiszavölgyet érdeklő egyéb intézkedésekről
- 1882. évi XXVII. törvénycikk A Bécsben, 1882. évben tartandó nemzetközi villamossági kiállitáson kiállitandó tárgyaknak ideiglenes szabadalmáról
- 1882. évi XXVIII. törvénycikk A fennállott kikindai kerülethez tartozott községek határában fekvő kincstári, ugynevezett "Überland" földek eladásáról
- 1882. évi XXIX. törvénycikk Az 1881. évi XLII. törvénycikk pótlásáról
- 1882. évi XXX. törvénycikk A Szerbiával 1881. május 6.-ápril 24. kötött kereskedelmi szerződésről
- 1882. évi XXXI. törvénycikk A Szerbiával 1882. február 22. -10. kötött hajózási szerződésről
- 1882. évi XXXII. törvénycikk A Szerbiával 1881. évi május 6-án Bécsben a polgári ügyekben kölcsönösen nyujtandó jogsegély iránt kötött államszerződés beczikkelyezése tárgyában
- 1882. évi XXXIII. törvénycikk A Szerbiával 1881. évi május 6-án Bécsben a szerződő államok polgárainak hagyatékai körüli eljárás szabályozása, a gyámság vagy gondnokság ideiglenes rendezése és a polgári állapotra vonatkozó okiratok közlése iránt kötött államszerződés beczikkelyezése tárgyában
- 1882. évi XXXIV. törvénycikk A Szerbiával 1881. évi május 6-án Bécsben a közönséges bűntettesek kölcsönös kiadatása iránt kötött államszerződés beczikkelyezése tárgyában
- 1882. évi XXXV. törvénycikk A Szerbiával 1881. évi május 6-án Bécsben kötött consulsági egyezmény beczikkelyezése tárgyában
- 1882. évi XXXVI. törvénycikk Az 1865. évi november 2-án kelt dunahajózási actához való pótegyezmény beczikkelyezéséről
- 1882. évi XXXVII. törvénycikk A Luxemburggal 1882. évi február 11-én Berlinben a közönséges bűntettesek kölcsönös kiadatása iránt kötött államszerződés beczikkelyezése tárgyában
- 1882. évi XXXVIII. törvénycikk A kereskedelmi viszonyoknak Francziaországgal való ideiglenes rendezéséről
- 1882. évi XXXIX. törvénycikk A véderőről szóló 1868. évi XL. törvénycikk némely szakaszainak módositása tárgyában
- 1882. évi XL. törvénycikk A magyar korona országai közös törvényhozása alá tartozó viszonyoknak a Horvát- és Szlavonországokkal 1881. évben egyesitett horvát-szlavon határőrvidéken való rendezéséről
- 1882. évi XLI. törvénycikk A magyar korona országainak vörös-kereszt-egylete által felveendő sorsjegy-kölcsön bélyeg- és illetékmentességéről
- 1882. évi XLII. törvénycikk Némely magyar gyalog ezredekbeli zászlóaljaknak az ujonnan alakitandó és az 1883. évtől kezdve nem a magyar korona országaiból kiegészitendő gyalog ezredekbe kivételesen való beosztásáról
- 1882. évi XLIII. törvénycikk A megyék 1883. évi közigazgatási-, árva- és gyámhatósági kiadásainak fedezéséről
- 1882. évi XLIV. törvénycikk Az 1870:XVI. és 1880:LXIV. tc. pótlásáról
- 1882. évi XLV. törvénycikk A császári királyi szabadalmazott osztrák államvaspálya-társulattal 1882. évi junius 8-án kötött szerződés és az ennek 4. czikke értelmében kibocsátandó engedély-okmány beczikkelyezéséről
- 1882. évi XLVI. törvénycikk A budapest-szőnyi vasut kiépitéséről
- 1882. évi XLVII. törvénycikk Az 1882. évi állami költségvetésben fenmaradt hiány fedezéséről
- 1882. évi XLVIII. törvénycikk Az 1883. év január havában viselendő közterhekről és fedezendő állami kiadásokról